# English Baroque Soloists
English Baroque Soloists (Solistes barrocs anglesos) és una orquestra de cambra amb instruments originals, fundada per John Eliot Gardiner, l'any 1978.
L'orquestra, conjuntament amb el Cor Monteverdi fundat també per Gardiner, s'especialitzà, inicialment, en les obres de Monteverdi, Haendel i Bach que posteriorment van ampliar fins al classicisme. Han destacat en la interpretació i enregistrament de les obres de Mozart, en especial per la primera gravació amb instruments originals de la integral dels concerts per a fortepiano, amb Malcom Bilson com a solista, i, posteriorment, de les set òperes madures, amb el segell Archiv Produktion. Conjuntament amb el Cor Monteverdi van emprendre el projecte Bach Cantata Pilgrimage (Peregrinació de les cantates de Bach), consistent en interpretar totes les Cantates religioses de Bach, el diumenge o festa litúrgica a què estaven destinades, en més de seixanta esglésies europees i a Nova York, durant l'any 2000, per tal de commemorar el 250è aniversari de la mort de Bach. Les gravacions es feren en un nou segell discogràfic Soli Deo Gloria, impulsat i fundat pel mateix Gardiner. El projecte es completà l'any 2012, amb la gravació a Londres de les cantates per al dia de l'Ascensió, que no havien estat enregistrades per dificultats tècniques.